# Вінберґ Володимир Карлович
Володимир Карлович Вінберґ (1836 — січень 1922) — земський діяч, кадет, депутат Державної думи IV скликання від Таврійської губернії.

## Життєпис
Євангелічний лютеранин за віросповіданням — швед по батькові, остзейський німець по матері. Народився 23 серпня (4 вересня) 1836 року. Рано втратив батьків.
Був зарахований до Петербурзького кадетського корпусу. Після закінчення офіцерських класів Лісового та межового інституту, з 1856 по 1863 рік служив військовим лісником. Брав участь у Севастопольській військовій кампанії.
З 1866 року гласний ялтинського повітового земства, потім гласний таврійського губернського земства. З 1866 року став членом ялтинської повітової земської управи. У 1872—1881 голова Таврійської губернської земської управи. 24 квітня 1881 р. вніс до губернських земських зборів пропозицію звернутися до Олександра III з клопотанням про скликання народних представників. Збори відхилили цю пропозицію, а Вінберґа було заслано під гласний нагляд поліції у свій маєток. В 1900 він знову був обраний гласним ялтинського повітового і таврійського губернського земств, з 1903 — голова ялтинської повітової земської управи.
25 жовтня 1912 року обраний до Державної думи IV скликання від 2-го з'їзду міських виборців. Як найстарший за віком депутат відкривав її перше засідання. Входив до Конституційно-демократичної фракції; був членом комісій: з місцевого самоврядування, з питань віросповідання, у справах старообрядців; член Прогресивного блоку.
З 1916 року був членом Таврійської вченої архівної комісії.
Після Лютневої революції 1917 перебував у Петрограді; був із квітня 1917 року заступником скарбника Тимчасового комітету Державної думи; учасник Державної наради (Москва, 12-15 серпня 1917). Після жовтневого перевороту жив у Криму. Не евакуювався з російською армією генерала Петра Врангеля із Севастополя і у вересні 1921 року був заарештований «за підозрою у співучасті у спробі вивезення» з Криму на шхуні видного кримського громадського діяча. Помер ув'язнений від висипного тифу у січні 1922 року.
Ним було видано «Практичне керівництво виноградарства та виноробства» (Дерпт: Шнакенбург, 1885. — XVI, 254 с.: 2-ге вид., Випр. та дод. — С.-Петербург: Видання А. Ф. Деврієна: [Друкарня Імператорської Академії наук], 1889. — X, 303 c.; 4-те вид., Випр. та дод. — Санкт-Петербург: А. Ф. Деврієн, 1904. — XVI, 312 с.).

## Сім'я
Дружина — Леоніда Францівна, уроджена Шлейден (1831—1915), дочка ялтинського поміщика. Їхні діти:
- Лідія (у шлюбі — Глейбер) (?-1918)
- Леоніда (?-1932)
- Ольга (1869—1938), одружена з князем Володимиром Оболенським, депутатом Державної Думи I скликання. 21 вересня 1921 року була заарештована «за спробу виїхати за кордон без дозволу», відправлена до Москви до Лефортовської в'язниці, звільнена 12 травня 1922 року під підписку про невиїзд. Емігрувала до чоловіка до Франції 1925 року[5].
- Антоніна (1871—1944)
- Костянтин (8 серпня 1873—1921), заарештований разом із батьком, сестрою, невісткою та племінницями за звинуваченням у підготовці втечі за кордон, помер у в'язниці.
- Володимир (1874?-?)
- Анатолій (1875—1926), його дружина Катерина Миколаївна (уроджена Оболенська), разом із дочкою Ніною (1900—1984) та сестрою чоловіка Ольгою та її донькою Іриною Оболенською (1898—1987) заарештована 21 вересня 1921 року. 9 лютого 1922 р. переведена в Лефортівську в'язницю в Москві. 15 травня звільнено під підписку про невиїзд[6].